# Antirhea attenuata
Antirhea attenuata är en måreväxtart som först beskrevs av Adolph Daniel Edward Elmer, och fick sitt nu gällande namn av Shu Miaw Chaw. Antirhea attenuata ingår i släktet Antirhea och familjen måreväxter. Inga underarter finns listade i Catalogue of Life.